# Nesta Carter
Nesta Carter, född den 11 oktober 1985, är en jamaicansk friidrottare som tävlar i kortdistanslöpning. I januari 2017 fälldes Carter retroaktivt för dopning under OS 2008 och han och det jamaicanska stafettlaget på 4 x 100 m förlorade därmed sitt guld på distansen.

## Karriär
Carter deltog vid VM för juniorer 2004 där han kom till semifinal på 200 meter men inte gick vidare till final. 
Han deltog vid VM 2007 i Osaka där han slutade sjua i semifinalen på 100 meter. Han deltog också i det jamaicanska stafettlaget på 4 x 100 meter där han löpte tredje sträckan. Laget slutade tvåa på ett nytt nationsrekord, slagna med 11 hundradelar av USA.
Under 2008 vann Carter Golden Leaguetävlingen i Berlin. Carter deltog vid Olympiska sommarspelen 2008 där han ingick i Jamacias stafettlag på 4 x 100 meter tillsammans med  Michael Frater, Asafa Powell och Usain Bolt. Laget vann olympiskt guld på det nya världsrekordet 37,10. Han avslutade friidrottsåret genom att bli tvåa vid IAAF World Athletics Final i Stuttgart efter Asafa Powell. Carters framgångar under året skulle dock visa sig inte vara tillkomna på legal väg.
För i januari 2017 fällde Internationella olympiska kommittén Carter för dopning vid olympiska spelen 2008, vilket innebar att Carter förlorade sin guldmedalj från stafetten på 4 x 100 m men också att hans lagkamrater (inkl Usain Bolt) förlorade sina medaljer. Efter överklagan till den internationella skiljedomstolen CAS stod dock domen fast och Jamaica ombads av IOK att återlämna sina medaljer.

## Personliga rekord
- 100 meter - 9,78
- 200 meter - 20,31